# 아프로시욥 EMU-250
우즈베키스탄 고속철도 EMU-250(UTY EMU-250)은 우즈베키스탄의 고속철도인 아프로시욥에서 운영할 예정인 고속열차이다. 대한민국 KTX 차량 최초로 해외로 수출할 예정인 모델로, KTX-이음에서 우즈베키스탄 현지 사정에 맞게 일부 개량될 예정이다.

## 역사
2024년 6월 14일, 대한민국의 현대로템은 우즈베키스탄 철도(UTY)에서 발주한 2천 700억 원 규모의 '동력분산식 고속차량 공급 및 유지보수 사업'을 수주하였다. 구체적으로, 현대로템은 우즈베키스탄 철도에 차량을 공급하고 유지보수(경정비 2년, 중정비 9개월)를 제공하는 계약을 체결하였으며, 양국 철도공사와 현대로템은 고속철 운영 유지보수를 위한 양해각서(MOU)를 체결하였다.
KTX-이음(EMU-260)을 기본모델로 하는 UTY EMU-250이 총 42량(6편성) 납품되며 2027년 4월 첫 편성이, 같은 해 9월 6편성 모두 공급되어 운영될 예정에 있다.

## 제원
UTY EMU-250은 1편성당 175ｍ 길이이며, 좌석은 최대 389석이다. 또한, 현지 요구에 따라 KTX-이음(EMU-260)을 개량될 예정이다. 주요 차이점은 다음과 같다.
| 항목          | 항목          | UTY EMU-250                    | EMU-260                   |
| ------------- | ------------- | ------------------------------ | ------------------------- |
| 편성          | 편성          | 7량 1편성                      | 6량 1편성                 |
| 궤간          | 궤간          | 광궤 (1,520mm)                 | 표준궤 (1,435mm)          |
| 추진 장치     | 추진 장치     | 25KV50Hz 5.44MW (16x345kw)     | 25KV60Hz 6.0MW (16x380kw) |
| 속도          | 운영          | 250km/h                        | 260km/h                   |
| 속도          | 최고          | 275km/h                        | 286km/h                   |
| 편성 길이     | 편성 길이     | 174mm                          | 150.5mm                   |
| 승하차용 계단 | 승하차용 계단 | ○                              | ×                         |
| 등급          | 등급          | VIP실·식당칸·비즈니스실·일반실 | 우등실·일반실             |

UTY EMU-250는 우즈베키스탄에 처음으로 도입되는 동력분산식 열차이다. 우즈벡 역사 플랫폼 높이는 한국보다 낮은 200mm이어서 차량 내부에 승하차용 계단이 추가된다. 영업 최고속도는 시속 250km이며, 차량 부품에서 한국산이 차지하는 비중은 87%이다.

## 유지·보수
차량 유지보수는 한국철도공사(코레일)에서 담당할 예정이다.